# Puerto Ondina Sur
Puerto Ondina Sur es una bahía de 10 km (6 millas) de largo, que se adentra 3.2 km (2 millas) entre punta Austin y punta León. Está ubicada en la costa sudoeste de la isla San Pedro del archipiélago de las Georgias del Sur.
Además se encuentra al sudeste de la bahía Newark, y en su parte austral descarga el glaciar Brøgger.
El nombre parece haber sido dado por la expedición antártica alemana (1911-1912) bajo la dirección de Wilhelm Filchner. El Ondina, un barco de la empresa ballenera argentina Compañía Argentina de Pesca, se puso a disposición para la expedición.